# Foetidia ophirensis
Foetidia ophirensis är en tvåhjärtbladig växtart som beskrevs av Reinhard Gustav Paul Knuth. Foetidia ophirensis ingår i släktet Foetidia och familjen Lecythidaceae. Inga underarter finns listade i Catalogue of Life.